# Ádám Pintér
Ádám Pintér (Balassagyarmat, Hungría, 12 de junio de 1988) es un exfutbolista húngaro que jugaba de defensa o de centrocampista.

## Trayectoria
De 2006 a 2010 defendió la camiseta del MTK Hungária y fue internacional con la selección de fútbol de Hungría desde 2010, jugando 29 partidos.
El 25 de agosto de 2010 fue fichado por 1,2 millones de euros por el Real Zaragoza, equipo de la Primera división de España, para jugar las próximas cuatro temporadas.

## Clubes
| Club                 | País     | Año       |
| -------------------- | -------- | --------- |
| MTK Budapest         | Hungría  | 2006-2010 |
| Real Zaragoza        | España   | 2010-2013 |
| F. C. Tom Tomsk      | Rusia    | 2013-2014 |
| Levadiakos           | Grecia   | 2014-2015 |
| Ferencváros T. C.    | Hungría  | 2015-2017 |
| SpVgg Greuther Fürth | Alemania | 2017-2018 |
| MTK Budapest         | Hungría  | 2018-2021 |

## Palmarés

### Títulos nacionales
| Título               | Club              | País    | Año  |
| -------------------- | ----------------- | ------- | ---- |
| Nemzeti Bajnokság I  | MTK Budapest      | Hungría | 2008 |
| Supercopa de Hungría | MTK Budapest      | Hungría | 2008 |
| Nemzeti Bajnokság I  | Ferencváros T. C. | Hungría | 2016 |
| Copa de Hungría      | Ferencváros T. C. | Hungría | 2016 |